# 萊西市
萊西市（らいせい-し）は、中華人民共和国山東省青島市に位置する県級市。市内に萊西経済開発区を有す。

## 歴史
漢代に鄒盧県が設置される。北魏により長広県に統合されたが、隋代に再び盧郷県が設置、唐代に昌陽県に統合される。五代に昌陽県は萊陽県と改称され、1941年に県西部に新たに萊西県が設置される。1990年に県級市に改編され現在に至る。

## 行政区画
下部に3街道、8鎮を管轄する。
- 街道
  - 水集街道、望城街道、沽河街道
- 鎮
  - 姜山鎮、夏格荘鎮、院上鎮、日荘鎮、南墅鎮、河頭店鎮、店埠鎮、馬連荘鎮